# Cincina
Cincina – drugi singel Julii Marcell z płyty Sentiments.

## Notowania
- Uwuemka: 2[2]
- E-migrant TOP 30: 22[3]
- Lista Przebojów Trójki: 39[4]